# Parafia Świętej Trójcy i św. Józefa w Węglewicach
Parafia Świętej Trójcy i św. Józefa w Węglewicach – parafia rzymskokatolicka należąca do dekanatu Wieruszów diecezji kaliskiej. Mieści się w Węglewicach na ulicy Kopernika pod numerem 17. Parafia liczy 1250 wiernych.

## Historia
Kościół istniał już w 1613 roku. Na miejscu zrujnowanej i rozebranej świątyni wybudowano obecnie istniejący drewniany kościół, który powstał w latach 1808-1810. Kościół z drewna sosnowego zbudowany jest w stylu neoromańskim. 

## Obszar
Miejscowości należące do parafii: Biadaszki, Bocian, Brzeziny, Brzózki, Ciupki, Foluszczyki, Grądy, Jeziorna, Okoń, Olendry, Plęsy, Smolarnia, Spóle, Węglewice, Załomie, Zamoście.